# Hormizd IV

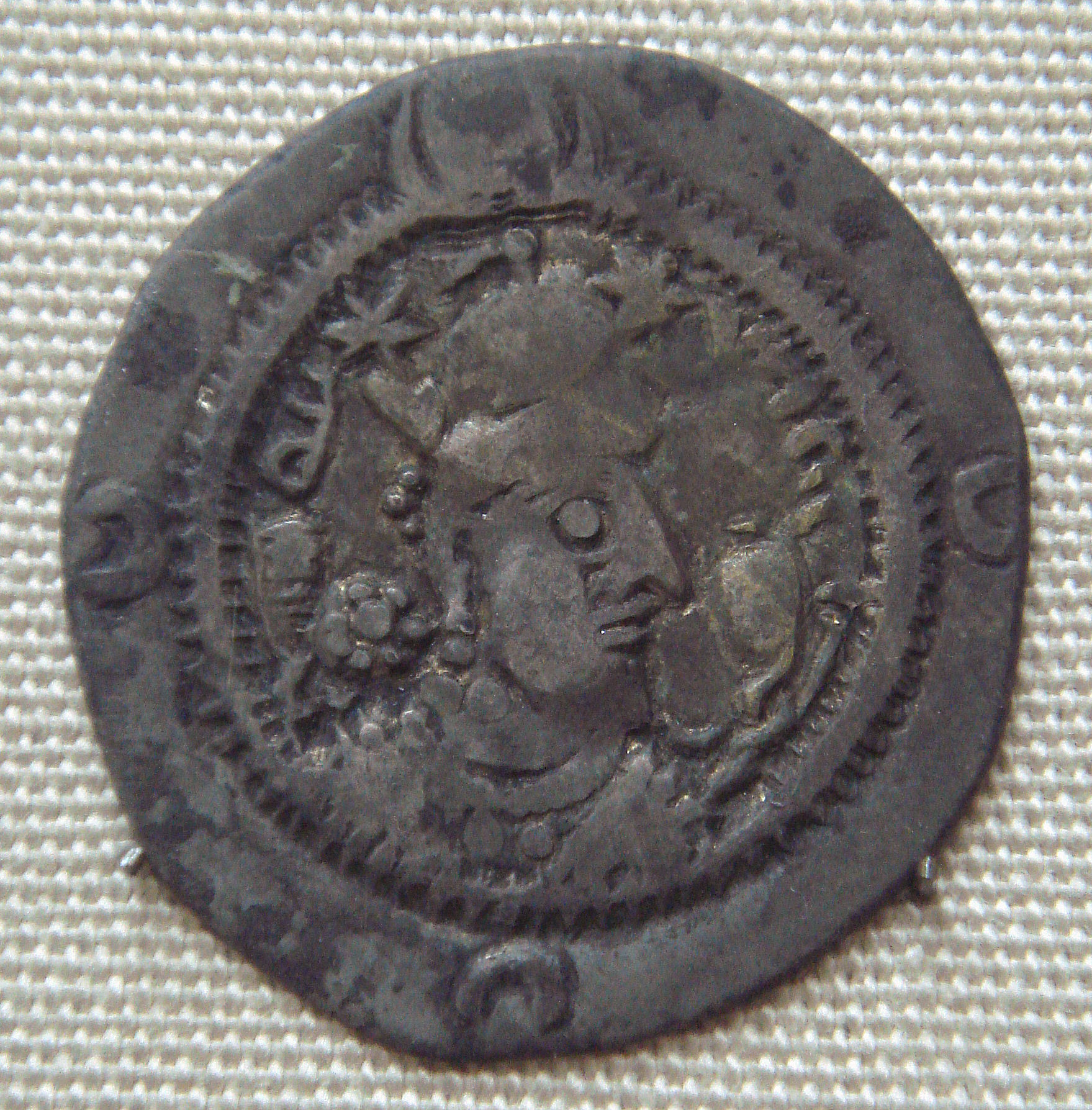
Hormizd IV.

Hormizd IV u Ormuz IV, hijo de Cosroes I, fue un emperador sasánida que gobernó entre 579 y 590. 
Al parecer fue un emperador imperioso y violento, pero no carente de un gran corazón. Algunas de sus historias más características son relatadas por el historiador al-Tabari. Aunque las símpatías de su padre estaban con la nobleza y los sacerdotes, Hormizd IV protegió a la gente común y corriente e introdujo una severa disciplina tanto con la corte como en el ejército y los tribunales. Cuando los sacerdotes le solicitaron llevar a cabo la persecución a los cristianos, declinó hacerlo, argumentando que tanto el trono como el gobierno no estarían seguros a menos que se ganaran la buena voluntad de las dos religiones mayoritarias. La consecuencia de esto sería que Hormizd IV generaría una gran oposición en su contra, desembocando esto en una dura represión contra las clases dirigentes, expresada en numerosas ejecuciones y confiscaciones.
Cuando Hormizd IV ascendió al trono en 579, asesinó a sus hermanos, según la manera oriental. De su padre heredará la guerra contra el Imperio bizantino al oeste, y contra los turcos al este. Las negociaciones de paz habían comenzado a avanzar con el emperador Tiberio II, pero Hormizd IV con altanería rehusó ceder las conquistas de su padre. De esta forma, las referencias que existen sobre Hormizd IV hechas por escritores bizantinos como Teofilacto Simocates (iii.16 ff), Menander y Juan de Éfeso (vi.22), quienes dan una descripción detallada de estas negociaciones, están lejos de ser favorables.
En 588, el general de Hormizd IV, Bahram Chûbin (quien se convertiría en el rey rival Bahram VI), derrotó a los turcos, pero fue derrotado al año siguiente (589) por los romanos; y cuando el rey lo relevó de sus funciones, se rebeló con su ejército. Esta fue la señal de una insurrección generalizada. Los magnates depusieron y cegaron a Hormizd IV y proclamaron rey a su hijo Cosroes II. Las fuentes no se ponen de acuerdo sobre cómo ocurrió la muerte de Hormizd IV: Teofilacto (iv.7) dice que Cosroes le asesinó poco después de que fuera cegado; el historiador armenio Sebeos dice que sus propios sirvientes le asesinaron.
| Predecesor: Cosroes I | Rey de Persia 579-590 | Sucesor: Cosroes II |